# Nature Reviews Urology
Nature Reviews Urology es una revista médica mensual revisada por pares publicada por Nature Portfolio . Abarca todos los aspectos de la urología. La revista se estableció en 2004 como Nature Clinical Practice Urology y obtuvo su título actual en abril de 2009. La editora en jefe es Annette Fenner. 
Según Journal Citation Reports , la revista tiene un factor de impacto de 16.430 en 2021, lo que la ubica en el cuarto lugar entre 90 revistas en la categoría "Urología y Nefrología".

## Métricas de revista
2022
- Web of Science Group : 14.432
- Índice h de Google Scholar: 92
- Scopus: 4.695